# Мечеть Галагайын
Мечеть Галагайын (азерб. Qalaqayın məscidi) — мечеть в посёлке Галагайын Сабирабадского района Азербайджана.
В каменных надписях упоминается, что здание было отремонтировано в 1831 году человеком по имени Гаджи Зейналабидин. Последний раз мечеть была отремонтирована в 1988 году.
Мечеть прямоугольной формы, её стены украшены сурами из Корана на арабском языке. Молитвенный дом имеет минарет и три купола. Минарет сделан из железа и его высота составляет 17 метров. Купола также сделаны из железа и расположены на крыше мечети.
В советское время использовалась как склад. В 1990 году деятельность мечети была восстановлена.